# Earle Nelson
Earle Leonard Ferral Nelson, meglio noto come "Killer Gorilla" o "lo Strangolatore Oscuro" (San Francisco, 12 maggio 1897 – Winnipeg, 13 gennaio 1928), è stato un serial killer statunitense.
Nella seconda metà degli anni venti commise almeno 22 omicidi tra gli Stati Uniti e il Canada.

## Biografia

### Origini
Nelson nacque a San Francisco (California) il 12 maggio 1897. Una foto che lo ritrae da piccolo lo mostra con uno sguardo vuoto, assente, e una bocca semiaperta. A 8 mesi gli morì la madre (una giovane donna di nome Frances Nelson) di sifilide, di cui il padre era portatore; circa sei mesi dopo, quando Earle ne aveva 14, morì anche il padre. Prima di morire gli diede un altro nome, Ferral; curiosamente Ferral deriva da “feral”, che vuol dire “selvaggio” o “indomito”.
Lo adottò la nonna, una donna di carattere molto freddo. Era una pentecostale e una lettrice della Bibbia; lo stesso Nelson iniziò a leggerla e studiarla in modo compulsivo. Aveva degli sbalzi di umore e dedicava poca attenzione alla propria igiene. Era caratterizzato da una corporatura tarchiata e da due mani enormi, cose per cui veniva deriso a scuola, sviluppando così un comportamento violento che gli costò l'espulsione all'età di sette anni. In un'occasione un negoziante lo scoprì mentre rubava degli oggetti e chiamò la nonna. A 10 o 11 anni, mentre correva con la bici dello zio, urtò un tram e sbatté la testa a terra: rimase in coma per 6 giorni. Dopo il suo risveglio ebbe frequenti mal di testa, amnesie e un comportamento eccentrico. All'età di 14 anni gli morì la nonna; fu anche espulso da scuola per la seconda volta. Sua zia Lillian e lo zio William si preoccuparono di mantenerlo. In generale aveva un comportamento solitario, e a tavola mangiava in modo vergognoso (metteva la faccia sul piatto e leccava il cibo), cosa che gli costò il soprannome di "animale". In altre occasioni usciva di casa con gli abiti puliti e tornava sporco.
Nelson lavorava in un magazzino e spendeva i pochi soldi che guadagnava in prostitute; inoltre era affetto dalla masturbazione irrefrenabile e compulsiva e dall'alcolismo, che lo accompagnò fino a 18 anni. Nel marzo 1912, all'età di 15 anni, fu arrestato per violazione di domicilio e furto in un abitacolo che pensava fosse vuoto: dovette scontare due anni di carcere a San Quentin. Scarcerato, si arruolò in marina, ma fu congedato dopo che provò a strangolare un compagno. Prima di essere allontanato fu confinato nel Napa State Mental Hospital, da dove provò a fuggire per tre volte. Prima di avere 16 anni contrasse la gonorrea e la sifilide; lo dimostrarono le analisi del sangue.
Trovò un lavoro come bidello e addetto alle pulizie dell'ospedale di St. Mary (San Francisco) e, il 12 agosto 1919, si sposò con una cinquantottenne, Mary Martin. Nel frattempo Nelson continuò a frequentare prostitute, sebbene la moglie ne fosse consapevole; inoltre gli capitavano dei violenti attacchi di gelosia, talvolta la picchiava e aveva un appetito sessuale fuori controllo. La moglie, dopo qualche mese, ebbe un esaurimento nervoso e fu ricoverata.
Il 19 maggio 1921 entrò travestito da idraulico in una casa per commettere un furto: mentre si trovava in cantina provò a molestare sessualmente e strangolare una ragazzina di 12 anni, Mary Summers, ma fu allontanato dalle urla e dall'arrivo del fratello maggiore. Arrestato dopo due ore, rimase per 18 mesi nello stesso istituto di qualche anno prima. Collezionò degli altri tentativi di fuga, di cui alcuni andati bene; in uno di essi, all'inizio di novembre, si rifugiò dalla zia, ma lei chiamò la polizia, che arrivò poche ore dopo. Guadagnò dai compagni il soprannome di Houdini a causa delle sue fughe. Intanto la moglie divorziò. Fu dimesso nel 1925.

### Omicidi
Iniziò a commettere omicidi il 26 febbraio 1926 e si fermò il 10 giugno 1927, poco prima di essere arrestato: in tutto lo fece per nove mesi. Le sue vittime erano tutte donne (con l'eccezione di un bambino), che venivano strangolate a mani nude o con oggetti e violentate dopo la morte. Earle, mentre le attirava a sé, teneva in mano una vecchia Bibbia; questo fattore rassicurava le vittime. Il killer conosceva dei passi della Bibbia a memoria e li citava spesso; il suo preferito era quello della Prostituta di Babilonia. Le sopravvissute lo descrissero ai giornali; i giornalisti gli diedero i due nomignoli: "Strangolatore Oscuro" e "Killer Gorilla". Colpì a San Francisco, San Jose, Santa Barbara (California), Portland (Oregon), Kansas City, Oakland, Buffalo, Council Bluffs, Detroit e Winnipeg (Canada). La polizia arrestò alcuni sospettati sbagliati.

### Vittime
1) Clara Newman, morta il 20 febbraio 1926, all'età di 62 anni. Fu la prima vittima accertata di Nelson. La strangolò a mani nude, infierì sul cadavere e lo violentò. Il marito, Merton Newman Sr., vide il killer, senza sapere che l'avesse appena uccisa. Gli chiese se volesse qualcosa, e lui rispose che sarebbe tornato tra un'ora per affittare una camera; poi sparì. Il corpo venne trovato da alcuni pensionati qualche ora dopo o in bagno o nella mansarda; aveva la vestaglia alzata fino alla vita.
2) Laura E. Beal, morta a San Jose il 2 marzo 1926, all'età di 65 anni. Nelson la strangolò con una cintura di seta così forte da reciderle la gola; poi eseguì un atto di necrofilia. Fu ritrovata in un appartamento abbandonato dopo che il marito ne denunciò la scomparsa; anche lei aveva la vestaglia alzata fino alla vita. La stampa iniziò a sospettare che i due omicidi fossero collegati. Quattro giorni dopo (6 marzo) fu arrestato un austriaco, Joe Kesesek, a causa del suo comportamento sospetto e dei suoi abiti, uguali a quelli dell'identikit.
3) Lillian Weiner (o “Lillian St. Mary”), morta forse attorno al 10 giugno 1926 a San Francisco, all'età di 63 anni. Nelson la strangolò a mani nude, la violentò e la riempì di morsi sulle braccia e sul viso. Le persone che abitavano vicino a lei non sentirono nulla. Il killer poi si spostò a Santa Barbara (California).
4) Ollie McCoy (o “Russell”), strangolata con un cavo d'acciaio in un hotel a Santa Barbara il 24 giugno 1926, all'età di 53 anni. Un testimone di nome William Franey, incuriosito dai rumori, guardò attraverso la serratura e assistette alla violenza sul cadavere. Pensando che fosse un adulterio, lasciò stare, ma non senza dei dubbi. Successivamente vide l'uomo uscire dalla stanza e andarsene. Franey diede un'altra occhiata e vide del sangue nella stanza. Insieme al marito recuperò il cadavere, che aveva una lacerazione vistosa sulla gola; il marito impallidì. Il materasso era sporco di sangue.
5) George Russell, morta il 26 giugno 1926 a Santa Barbara.
6) Mary Nisbet, uccisa e derubata di alcune gemme il 16 agosto 1926, all'età di 50 anni; morì a Oakland. Fu trovata dal marito Stephen in bagno: la testa le era stata sfracellata ed era stata strangolata con uno straccio da cucina, lacerato dalla furia; i denti erano sparpagliati sul pavimento. La polizia iniziò a mettere in guardia le persone dal killer. Stephen fu arrestato due giorni dopo il delitto (18 agosto) in quanto unico sospettato.
7) Isabel Gallegos, morta il 19 agosto 1926. Due giorni dopo (21 agosto) fu arrestato un immigrato russo, John Slivkoff, ma rilasciato più tardi.
8) Beata Withers, morta a Portland il 19 ottobre 1926, all'età di 30 o 35 anni: Nelson la strangolò, la stuprò e ne nascose il cadavere in un baule.
9) Virginia A. Grant, morta il 20 ottobre 1926, due giorni dopo la Withers. Fu strangolata, stuprata e derubata. Il corpo lo nascose dietro ad una fornace, nello scantinato.
10) Mabel McDonald Fluke, morta all'età di 45 anni, il 21 ottobre 1926: la strangolò con una sciarpa, stuprò e ne nascose il corpo nei pressi della soffitta.
11) Blanche Meyers, morta il 24 novembre 1926, all'età di 48 o 50 anni, a Oregon City. La strangolò con una garrota e le rubò un anello e 8.50$ dalla borsa; il corpo lo nascose sotto al letto.
12) John E. Berard, morta il 23 dicembre 1926 a Council Bluffs, nello Iowa; aveva 49 anni.
13) Bonnie Pace, morta all'età di 23 anni a Kansas City, forse il 25 dicembre 1926.
14) Germania Harpin, morta il 28 dicembre 1926, a 28 anni.
15) La figlia di Germania, uccisa insieme alla madre alla tenera età di otto mesi: Nelson la strangolò con un pannolino. Dopo questo duplice omicidio lasciò passare del tempo e diede in cambio di un affitto le gemme rubate a Mary Nisbet. In alcuni casi affittò delle camere e se ne andò senza finire di pagare. Il suo comportamento non destava sospetti. Si diresse dapprima nello Iowa, poi a Filadelfia.
16) Mary McConnell, trovata morta il 27 aprile 1927 a Filadelfia; aveva 60 anni.
17) Jennie Randolph, morta all'età di 35 anni nel maggio 1927 a Buffalo. Da Buffalo si spostò dapprima a New York, poi a Detroit.
18) Fannie (o “Minnie”) May, strangolata con un cavo elettrico a Detroit il 1º giugno 1927; aveva 53 anni.
19) Maureen C. (nata Oswald) Atorthy, una collega di Fannie che morì insieme a lei.
20) Cecilia Sietsma (o “Mary Sietsorr”), morta il 3 giugno 1927 a Chicago all'età di 27 anni. Da Chicago si spostò dapprima in Minnesota, poi in Canada; raggiunse Winnipeg, cambiò i suoi abiti e affittò una casa sotto lo pseudonimo di "Woodcoats". Ad un passante incontrato in una metropolitana confessò il suo alcolismo.
21) Lola Cowan, uccisa e stuprata all'età di 14 anni attorno al 9 giugno 1927 a Winnipeg mentre vendeva dei fiori di carta, nella speranza di aiutare la famiglia in crisi economica. I genitori a tarda sera ne denunciarono la scomparsa. Il corpo fu nascosto sotto ad un letto nello scantinato della sua casa, situata nella zona collinare di Catherine Hill, sulla Smith Street; l'aveva affittata poco tempo prima dell'omicidio.
22) Emily Patterson, uccisa e stuprata il 9 giugno 1927 a Winnipeg, forse nei pressi di Catherine Hill. Il killer, dopo averla uccisa, ne nascose il corpo sotto il letto. Fu trovato alle 11.30 di sera dal marito, William Patterson, dopo che si inginocchiò per pregare Dio affinché gli dicesse dov'era: sotto il letto scorse il maglione preferito della moglie e il suo cadavere. Pochi giorni dopo fu trovato anche il corpo in via di decomposizione di Cowan. Emily Patterson è l'ultima vittima accertata di Nelson; fu la sua quinta vittima nell'arco di 10 giorni.
Nelson fu fortemente sospettato di un triplice omicidio avvenuto a Newark (New Jersey) nel 1926. Le tre vittime furono: Rose Valentine e Margareth Stanton (entrambe strangolate) e Laura Tidor, a cui il killer sparò mentre cercava di proteggere le altre due. Nelson negli omicidi accertati non usò mai un'arma da fuoco e non fu mai menzionato che ne possedesse una; comunque le altre due furono strangolate, caratteristica tipica del Gorilla Killer.
Più in generale, alcuni omicidi avvenuti in quel periodo avevano un modus operandi molto simile a quello di Earle, ma non si trovarono prove sufficienti per dimostrare la sua colpevolezza. In ogni caso non confessò mai i suoi crimini e si ostinò a negarli.

### L'arresto
La polizia si sensibilizzò subito sulle uccisioni in Canada e le collegò al Killer Gorilla, di cui avevano un identikit che fu presto diffuso. Nelson fu definitivamente incastrato dal ritrovamento del corpo di Cowan in casa sua; inoltre egli corrispondeva alle descrizioni di alcuni testimoni che, in passato, gli affittarono una camera. Inoltre era conosciuto da molte persone di Winnipeg. Sul killer fu messa una taglia di 1500$.
Fu avvistato a Wakopa, a 10 km da Winnipeg e nella zona del Manitoba: un barbiere che lo stava rasando notò che aveva i capelli sporchi di sangue. Successivamente comprò del cibo in un emporio della zona e fu riconosciuto subito dal proprietario; aveva anche lasciato senza accorgersene una penna stilografica presa dalla casa di Patterson. Infine venne avvistato mentre si recava alla ferrovia; si allontanò di un miglio e mezzo. Alla fermata un agente gli puntò addosso un revolver e lo fece arrendere subito: fu arrestato il 15 giugno 1927. Per camuffarsi diede uno pseudonimo, Virgin Wilson. Portato a Killarney (vicino a Wakopa), negò ogni accusa e venne confinato in una cella. Mentre un poliziotto aveva telegrafato a Winnipeg e si era comprato un sigaro e il giornale, evase: aveva forzato la vecchia porta della cella con un filo di ferro. Fu nuovamente arrestato la mattina dopo da un agente della polizia di Crystal City (Manitoba) mentre si trovava in un fienile: era stato riconosciuto da un contadino a cui chiese delle sigarette; inoltre aveva preso un treno che trasportava gli agenti della polizia di Winnipeg. Continuò ancora a proclamarsi innocente.

### La fine
Il suo processo ebbe luogo a Winnipeg e si aprì il 1º novembre 1927 nella Corte Numero Uno di Manitoba; parteciparono le famiglie delle vittime, che erano molto infuriate con Nelson. Il killer rimase impassibile e non smise di proclamarsi innocente; ai giornalisti di un quotidiano di Manitoba disse che "L'omicidio non è possibile per un uomo dei suoi alti ideali cristiani". In totale almeno 40 persone testimoniarono contro di lui. Attraverso il suo avvocato, James Herbert Stitt (Picton, 25 luglio 1891 – 29 novembre 1958), disse di essere malato di mente e non responsabile per i crimini commessi; l'ex moglie Mary e la zia Lillian testimoniarono a favore descrivendo il suo comportamento molto bizzarro; secondo Lillian, nel Napa Hospital avrebbe avuto delle visioni a sfondo religioso e avrebbe sentito delle voci nella testa. Nelson fu dichiarato psicopatico e capace di intendere e di volere; le tesi dei parenti non furono accettate. Non fu estradato per dare una confessione dei crimini perpetrati negli Stati Uniti.
Il 14 novembre il giudice Andrew Dysart in 48 minuti lo condannò a morte per almeno 22 omicidi accertati (è probabile che ne abbia commessi almeno altri 3). Nelson si alzò in piedi e guardò il giudice con un'aria stranita.
Il giorno prima di essere impiccato (12 gennaio 1928) incontrò i membri della famiglia di due vittime, tra cui la madre di Cowan. Si proclamò innocente ma loro non lo ascoltarono. Infine disse ai giornalisti di essersi "riappacificato con Dio". Nei giorni precedenti aveva parlato con dei giornalisti e aveva mosso un appello contro la sentenza, che gli fu rifiutato dalla Corte di Manitoba.
Fu impiccato alle 7.30 del mattino del 13 gennaio 1928 nella Vaughan Street Jail (Winnipeg). Curiosamente morì strangolato, come successe alle sue vittime. Le sue ultime parole furono: "Sono innocente. Sono innocente davanti a Dio e davanti agli uomini. Perdono quelli che mi hanno trattato ingiustamente e chiedo perdono a coloro che ho offeso. Che Dio abbia misericordia!".